# 神奈川県立久里浜高等学校
神奈川県立久里浜高等学校（かながわけんりつ くりはまこうとうがっこう）は、かつて神奈川県横須賀市佐原四丁目にあった県立高等学校。2008年（平成20年）4月に神奈川県立岩戸高等学校と統合し、神奈川県立横須賀明光高等学校に再編されて閉校した。

## 概要
JR横須賀線久里浜駅から徒歩約30分又は京急久里浜線京急久里浜駅徒歩25分のところに立地した。旧学区制度のもとでは横須賀三浦学区に属した。4年制大学への進学は関東学院大学、神奈川大学等地元の中堅大学への進学が多かった。

## 沿革
- 1984年 - 開設。
- 2008年 - 再編により、閉校。